# Onda de abetos

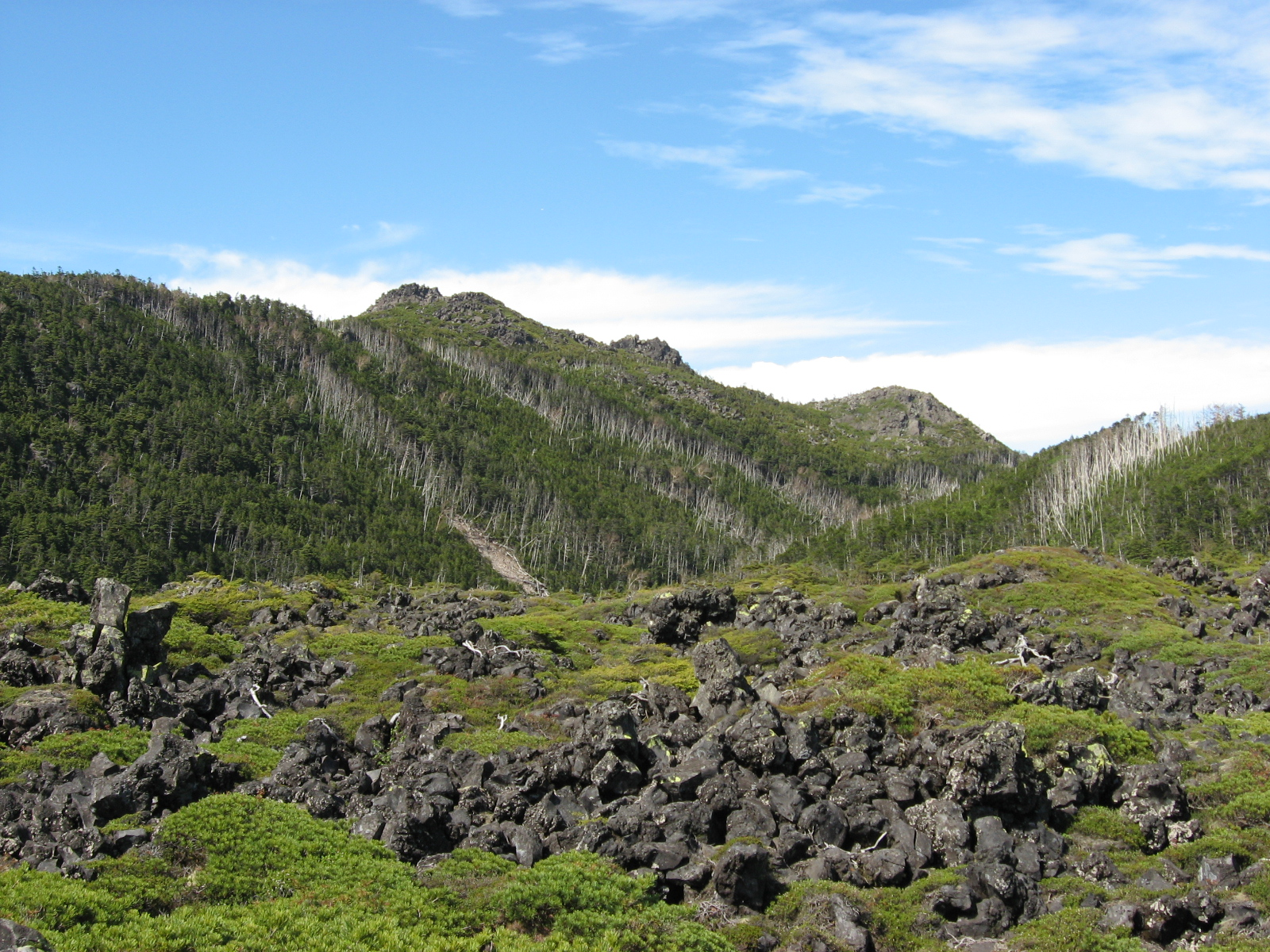
Onda de abetos en Nagano, Japón.

Una onda de abetos es una serie de bandas en las que se alternan abetos en etapas secuenciales de desarrollo. Estos agrupamientos se observan en bosques de laderas montañosas expuestas al viento, dándose en varias áreas, incluido el noreste de Norteamérica y Japón. Las ondas del abeto se forman debido al proceso ecológico de ondas de regeneración, tras las alteraciones causadas por el viento, y es una de las diversas formas de vegetación modelada.

## Formación

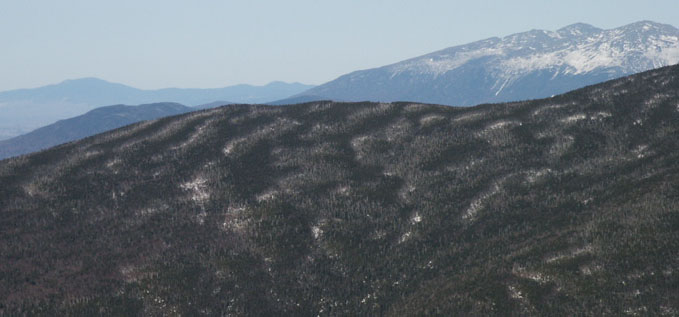
Onda de abeto en invierno en las Montañas Blancas, Nuevo Hampshire, EE. UU..

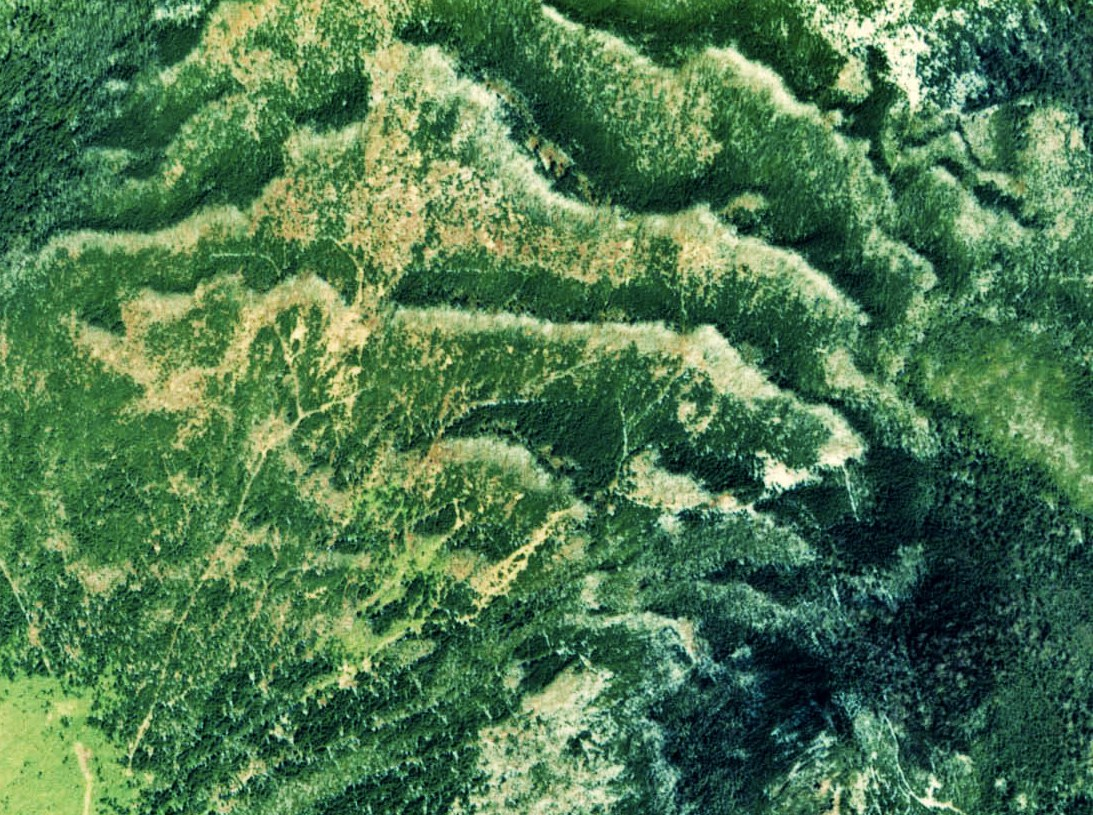
Onda de abeto en la ladera sur del monte Shimakare, fotografía aérea de 1976.

Cuando un árbol cae, se abre un claro en la cubierta arbórea. Esto expone a los árboles al borde de esta brecha abierta, que estaban resguardados, a una luz más intensa y vientos más fuertes, lo que supone una mayor probabilidad de éstos a la muerte por lesiones y desecación que a los situados de cara al viento. Al ir muriendo estos árboles, la brecha se va extendiendo gradualmente. Al mismo tiempo, los árboles jóvenes comienzan a crecer en la zona de cara al viento protegidos de él por los sobrevivientes. La combinación de árboles que van muriendo en el margen resguardado y árboles que se van regenerando en la zona expuesta al viento, da como resultado la propagación de ondas en la dirección de los vientos predominantes. El periodo de ondas es variable, típicamente dura alrededor de 60 años en el abeto balsámico.

## Otros factores

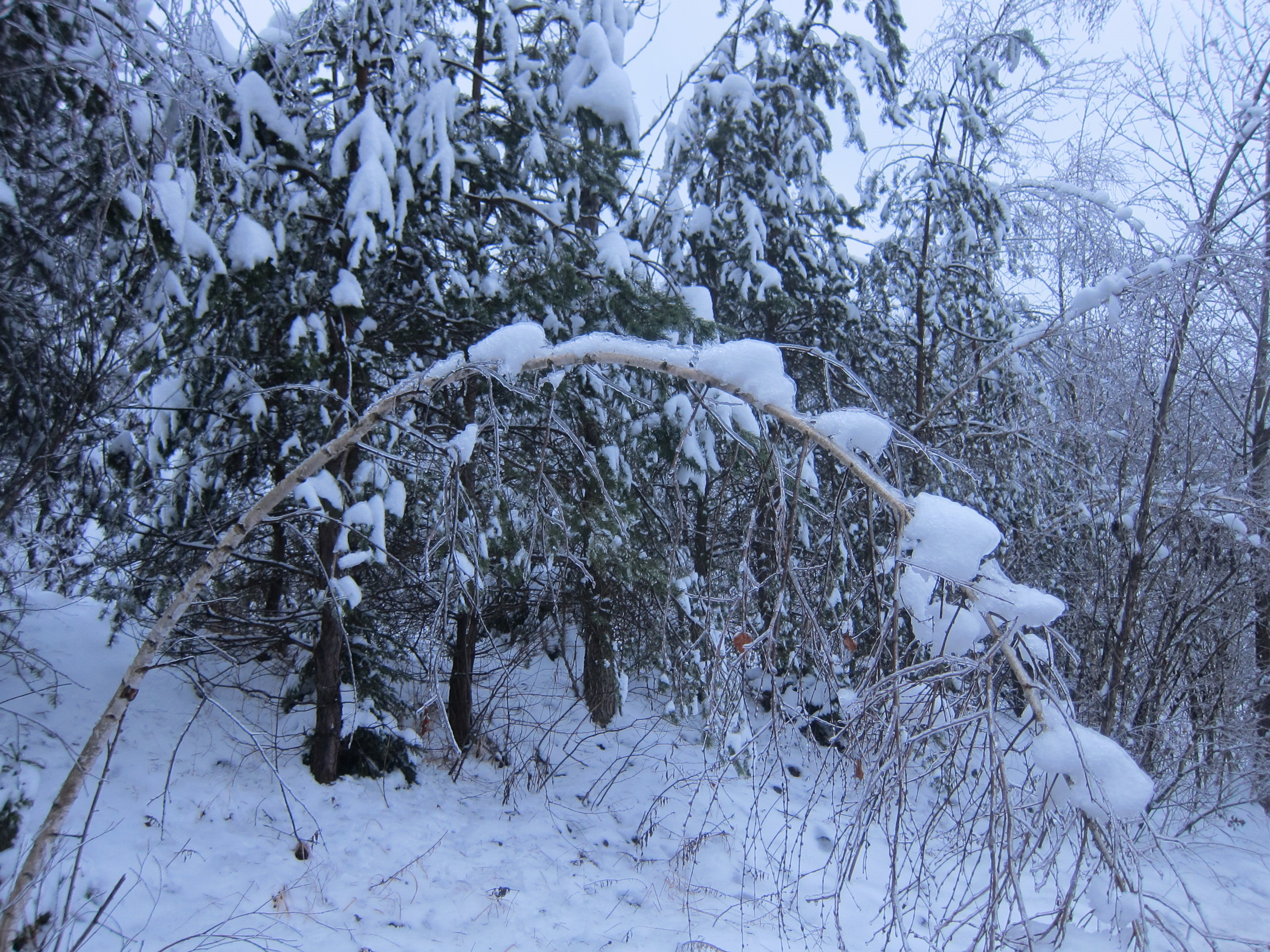
Árbol doblado por el peso de la lluvia engelante en Celje, Eslovenia.

Además de los efectos del viento y la luz, las condiciones del suelo han llamado la atención en los últimos años. Esta teoría comenzó con el hecho de que no hay ondas de abeto en todas las regiones donde soplan vientos fuertes. Una característica común de las montañas con ondas es que el suelo del bosque es una pendiente rocosa. Debido a las capa de guijarros sueltos, el suelo orgánico es escaso y los árboles no pueden enraizar profundamente, limitando la cantidad de humedad y nutrientes que pueden conseguir. Esto causa que las raíces se vean más expuestas a la erosión, si el terreno es estable, esto puede causar que algunos árboles mueran manteniéndose de pie.
Otro posible factor es la presencia de lluvia engelante. Cuando se genera hielo de lluvia y se adhiere a los árboles, el peso de este puede doblar y quebrar ramas o incluso árboles enteros hasta derribarlos, creando una brecha en el dosel, si el fenómeno se repite con más árboles, se empieza a formar una onda de abeto.